# Municipio Coronado
Koordinaten: 26° 39′ N, 105° 4′ W
Coronado ist ein Municipio mit etwa 2.300 Einwohnern im mexikanischen Bundesstaat Chihuahua. Das Municipio hat eine Fläche von 1893,5 km². Verwaltungssitz und größter Ort des Municipios ist José Esteban Coronado.

## Geographie
Das Municipio Coronado liegt im Südosten des Bundesstaats Chihuahua auf einer Höhe zwischen 1200 m und 2400 m. Das Municipios zählt zur Gänze zur physiographischen Provinz der Sierras y Llanuras del Norte und liegt zu 87 % im endorheischen Becken des Bolsón de Mapimí, 13 % liegen in der hydrologischen Region Bravo-Conchos und entwässern in den Golf von Mexiko. Die Geologie des Municipios wird zu 56 % von Alluvionen bestimmt bei 16 % rhyolithischem Tuff, 15 % Basalt und 7 % Konglomeratgestein; vorherrschende Bodentypen im Municipio sind der Calcisol (47 %), Leptosol (25 %), Vertisol (7 %), Luvisol (6 %) und Regosol (5 %). 63 % der Gemeindefläche werden von Gestrüpplandschaft eingenommen, 34 % dienen als Weideland.
Das Municipio grenzt an die Municipios Matamoros, Allende, López und Jiménez sowie an den Bundesstaat Durango.

## Bevölkerung
Beim Zensus 2010 wurden im Municipio 2284 Menschen in 675 Wohneinheiten gezählt. Davon wurden 14 Personen als Sprecher einer indigenen Sprache registriert, darunter 12 Sprecher der Tarahumara-Sprache. Etwa 5 Prozent der Bevölkerung waren Analphabeten. 920 Einwohner wurden als Erwerbspersonen registriert, wovon knapp 80 % Männer bzw. 3,8 % arbeitslos waren. 4,25 Prozent der Bevölkerung lebten in extremer Armut.

## Orte
Das Municipio Coronado umfasst 36 bewohnte localidades, von denen lediglich der Hauptort vom INEGI als urban klassifiziert ist. Sieben Orte wiesen beim Zensus 2010 eine Einwohnerzahl von über 100 auf. Der größte Ort und einzige mit über 300 Einwohnern ist José Esteban Coronado (1121 Einwohner).